# Supercoupe du Burkina Faso de football
La Supercoupe du Burkina Faso de football est une compétition de football créée en 1993, opposant le champion du Burkina Faso au vainqueur de la coupe du Burkina Faso. La compétition est aussi connue sous le nom de Coupe de l'Association Sportive des Journalistes du Burkina.

## Palmarès
| Année | Vainqueur                                      | Résultat       | Finaliste                     |
| ----- | ---------------------------------------------- | -------------- | ----------------------------- |
| 1993  | ASF Bobo                                       |                | EF Ouagadougou                |
| 1994  | EF Ouagadougou                                 |                | RC Kadiogo                    |
| 1995  | RC Bobo                                        |                | ASFA Yennenga                 |
| 1996  | EF Ouagadougou                                 |                | RC Bobo                       |
| 1997  | ASF Bobo                                       |                | RC Bobo                       |
| 1998  | US Forces Armées                               | 2-0            | EF Ouagadougou                |
| 1999  | EF Ouagadougou                                 | 2-1            | ASFA Yennenga                 |
| 2000  | US Forces Armées                               | 3-1            | EF Ouagadougou                |
| 2001  | ASF Bobo                                       | 2-0            | EF Ouagadougou                |
| 2002  | ASFA Yennenga                                  | 1-0            | US Forces Armées              |
| 2003  | EF Ouagadougou                                 | 1-1 4-3 t.a.b. | ASFA Yennenga                 |
| 2004  | ASF Bobo                                       | 2-0            | ASFA Yennenga                 |
| 2005  | US Ouagadougou                                 | 2-1            | RC Kadiogo                    |
| 2006  | EF Ouagadougou                                 | 2-1            | ASFA Yennenga                 |
| 2007  | Commune FC                                     | 1-1 6-5 t.a.b. | RC Bobo                       |
| 2008  | US Ouagadougou                                 | 2-0            | EF Ouagadougou                |
| 2009  | ASFA Yennenga                                  | 3-0            | US Forces Armées              |
| 2010  | US Forces Armées                               | 2-0            | ASFA Yennenga                 |
| 2011  | EF Ouagadougou                                 | 1-1 8-7 t.a.b. | ASFA Yennenga                 |
| 2012  | Rail Club du Kadiogo                           | 1-0            | ASFA Yennenga                 |
| 2013  | ASFA Yennenga                                  | 1-1 5-4 t.a.b. | AS Sonabel                    |
| 2014  | RC Bobo                                        | 2-0            | EF Ouagadougou                |
| 2015  | non disputée                                   | non disputée   | non disputée                  |
| 2016  | Rail Club du Kadiogo                           | 1-0            | AS Sonabel                    |
| 2017  | EF Ouagadougou                                 | 0-0 5-3 t.a.b. | Rail Club du Kadiogo          |
| 2018  | Salitas FC                                     | 0-0 4-1 t.a.b. | ASF Bobo                      |
| 2019  | AS Sonabel                                     | 1-1 4-3 t.a.b. | Rahimo FC                     |
| 2020  | Rahimo FC                                      | 3-2            | Salitas FC                    |
| 2021  | AS Sonabel                                     | 2-1            | ASFA Yennenga                 |
| 2022  | Association sportive des Douanes (Ouagadougou) | 1-1 4-1 t.a.b. | Rail Club du Kadiogo          |
| 2023  | Association sportive des Douanes (Ouagadougou) | 2-0            | Étoile filante de Ouagadougou |
| 2024  | Association sportive des Douanes (Ouagadougou) | 1-0            | Étoile filante de Ouagadougou |

## Source
- RSSSF